# George Waldegrave (5e comte Waldegrave)
George Waldegrave, 5e comte Wadegrave, né le 13 juillet 1784 et mort le 29 juin 1794, est le fils aîné de George Waldegrave et son épouse, Élisabeth Waldegrave.
Après la mort de son père en 1789, il hérite de ses titres à l'âge de cinq ans mais se noie lors d'une baignade dans la Tamise près de Eton en 1794, une semaine avant son dixième anniversaire. Ses titres passent à son frère, John Waldegrave.